# Tito Karnavian

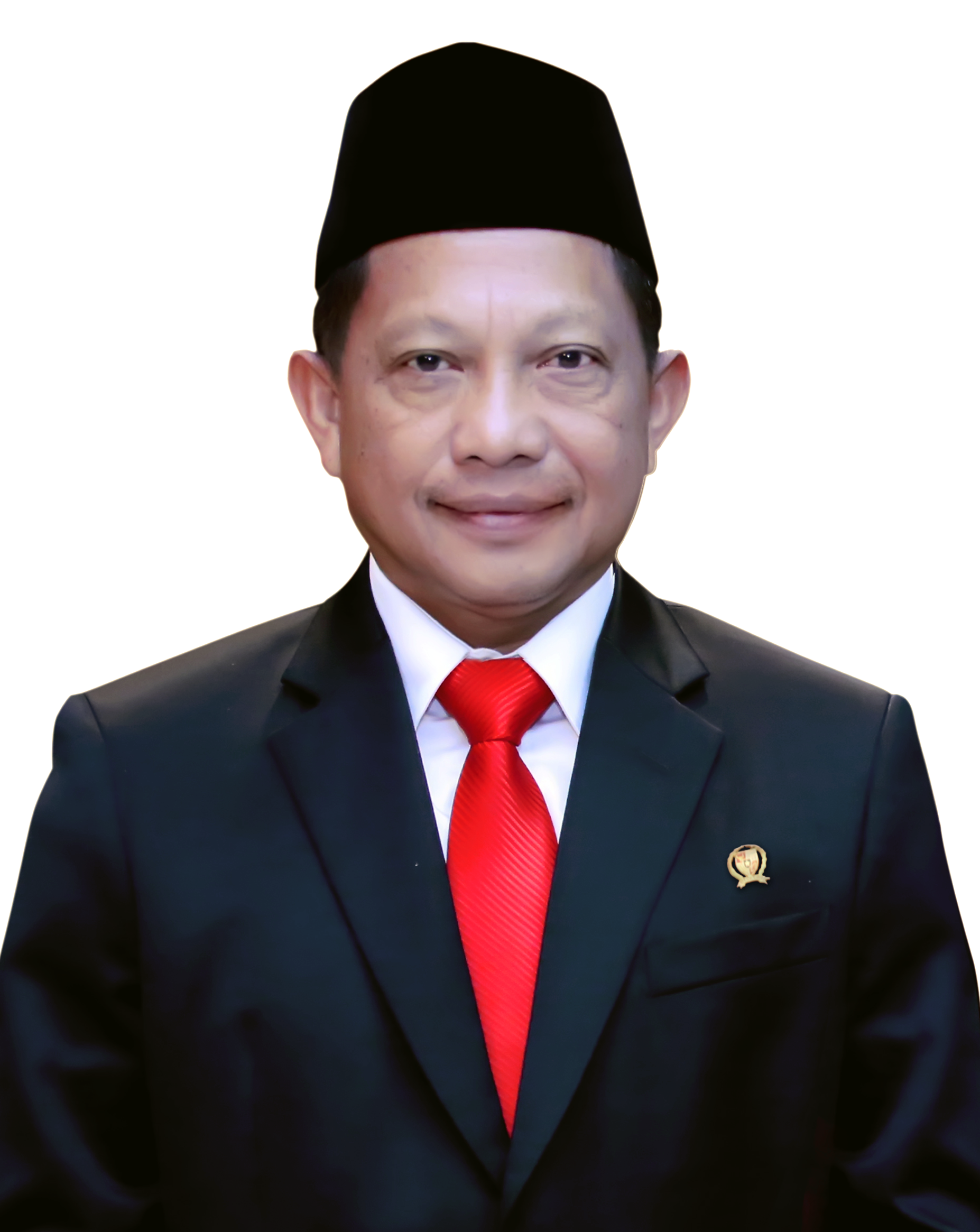
Innenminister Tito Karnavian

Haji Muhammad Tito Karnavian (* 26. Oktober 1964 in Palembang, Sumatra Selatan) ist ein indonesischer Polizist, der als General (Jenderal Polisi) von 2016 bis 2019 Chef der Nationalen Polizei (Kepolisian Negara) war und seit 2019 Innenminister (Menteri Dalam Negeri) im Kabinett Vorwärts von Präsident Joko Widodo ist.

## Leben

### Studien und Verwendungen als Polizeioffizier

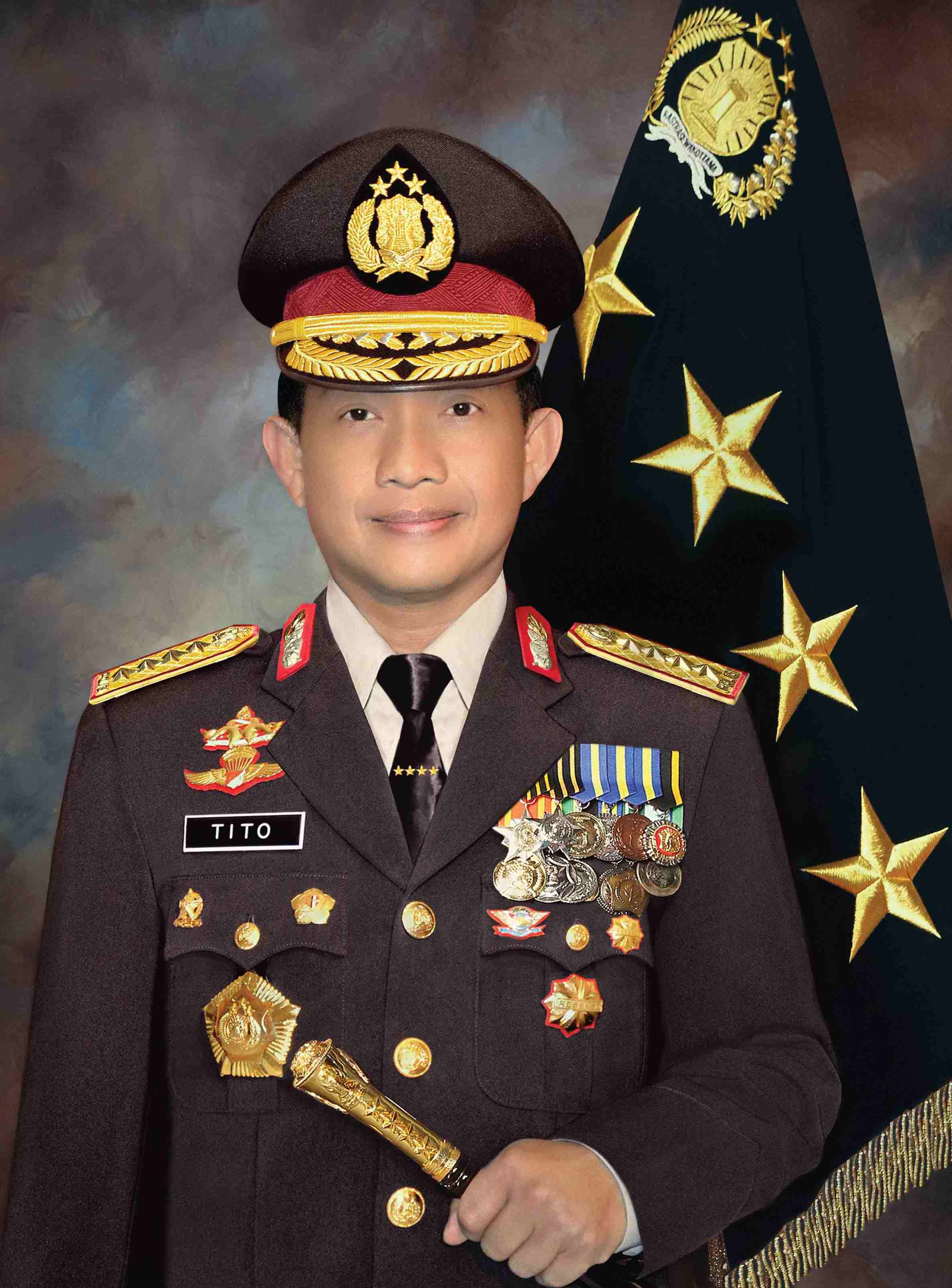
General Tito Karnavian

Muhammad Tito Karnavian, Sohn von Achmad Saleh bin Saleh Mualim (1938–2016) und dessen Ehefrau Kardiah, besuchte die Grund-, Mittel- und Sekundarschule in Palembang und begann 1983 eine Ausbildung zum Polizeioffizier an der Polizeiakademie (Akademi Kepolisian), die er 1987 als Jahrgangsbester abschloss und hierfür mit dem Adhi Makayasa-Stern ausgezeichnet wurde. Im Anschluss wurde er als Polizeiinspektor (Inspektur Polisi Dua) in die Nationale Polizei übernommen und versah in den nächsten Jahren Dienst in verschiedenen Polizeistationen in Jakarta. Dabei wurde er 1990 zum Polizeioberinspektor (Inspektur Polisi Satu) sowie 1993 zum Stellvertretenden Polizeikommissar (Ajun Komisaris Polisi) befördert. 1993 erwarb er nach einem Studium im Fach Polizeiwissenschaft an der University of Exeter einen Master of Arts (M.A. Police Studies) und wurde nach dem Besuch der Polizeihochschule (Sekolah Tinggi Ilmu Kepolisian) 1997 zum Polizeikommissar (Komisaris Polisi) befördert. Er war 1998 zudem Absolvent des Royal New Zealand Air Force Command & Staff College in Auckland und absolvierte zudem ein Studium im Fach Strategische Studien an der Massey University in Neuseeland, welches er mit einem Bachelor of Arts (B.A. Strategic Studies) beendete. Nach dem Besuch weiterer Lehrgänge wurde er 2001 zum Vize-Polizeioberkommissar (Ajun Komisaris Besar Polisi) befördert.
Nach seiner Beförderung zum Polizeioberkommissar (Komisaris Besar Polisi) 2005 wechselte Tito zur Kriminalpolizeibehörde BARESKRIM (Badan Reserse Kriminal) und wurde dort zunächst Assistierender Leiter sowie 2006 Leiter einer Unterabteilung der Abteilung 88/AT, ehe er zwischen 2006 und 2009 Leiter der Unterabteilung Geheimdienst der Abteilung 88/AT war. Nach seiner Beförderung zum Brigadegeneral (Brigadir Jenderal Polisi) fungierte er als Nachfolger von Saud Usman Nasution zwischen 2009 und seiner Ablösung durch Muhammad Syafi’i 2010 als Leiter der Abteilung 88/AT (Detasemen Khusus 88) der BARESKRIM, der Sondereinheit 88 Anti-Terror-Polizei. Nach seiner Beförderung zum Generalinspektor der Polizei (Inspektur Jenderal Polisi) war er zwischen 2011 und dem 21. September 2012 Stellvertretender Leiter der Nationalen Agentur für Terrorismusbekämpfung BNPT (Badan Nasional Penanggulangan Terorisme Indonesia) und als solcher zuständig für Durchsetzung und Kapazitätsaufbau.
Im Anschluss fungierte Tito Karnavian vom 21. September 2012 bis zu seiner Ablösung durch Yotje Mende am 16. Juli 2014 als Polizeichef der Provinz Papua (Kepala Kepolisian Daerah Papua). Während dieser Zeit absolvierte er einen Promotionsstudium in Strategischen Studien mit Schwerpunkt Terrorismus und islamistische Radikalisierung an der S. Rajaratnam School of International Studies der Nanyang Technological University in Singapur und schloss dieses 2013 mit einem Doctor of Philosophy (Ph.D.) „magna cum laude“ ab. Daraufhin war er zwischen dem 14. Juli 2014 und seiner Ablösung durch Arif Wachyunadi am 6. Juni 2015 Stabsabteilungsleiter der Nationalen Polizei für allgemeine Planung und Haushalt ASRENA KAPOLRI (Staf Kapolri Bidang Perencanaan Umum dan Anggaran) sowie als Nachfolger von Unggung Cahyono vom 12. Juni 2015 bis zu seiner Ablösung durch Moechgiyarto Polizeichef von Jakarta (Kepala Kepolisian Daerah Metropolitan Jakarta Raya). Nach seiner Beförderung zum Generalkommissar der Polizei (Komisaris Jenderal Polisi) löste er am 16. März 2016 wiederum Saud Usman Nasution als Leiter der Nationalen Agentur für Terrorismusbekämpfung BNPT und bekleidete dieses Amt bis zum 13. Juli 2016, woraufhin Suhardi Alius seine Nachfolge antrat.

### Chef der Nationalen Polizei und Innenminister

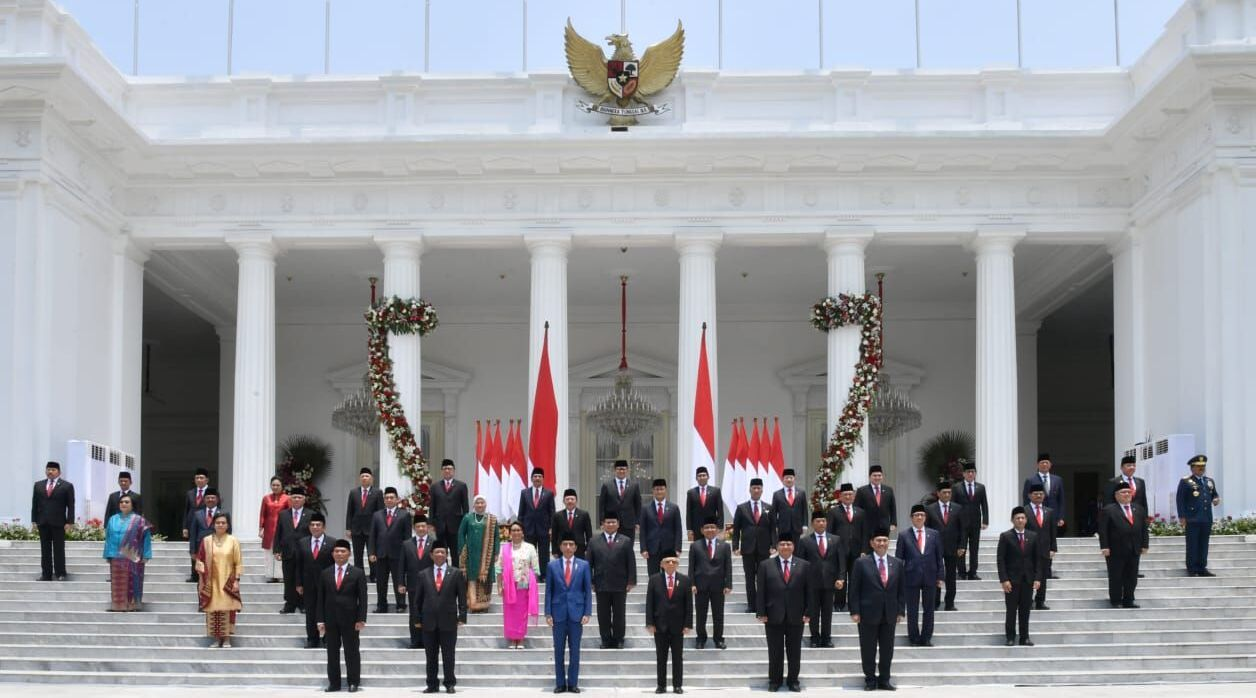
Die Mitglieder des Kabinetts Vorwärts von Präsident Joko Widodo nach der Amtseinführung.

Zuletzt wurde Tito Karnavian zum Polizeigeneral (Jenderal Polisi) befördert und übernahm daraufhin von General Badrodin Haiti den Posten als Chef der Nationalen Polizei (Kepolisian Negara). Diesen hatte er bis zum 22. Oktober 2019 inne und wurde daraufhin zunächst kommissarisch von Ari Dono Sukmanto abgelöst, ehe am 1. November 2019 Idham Azis neuer Chef der Nationalen Polizei wurde.
Am 23. Oktober 2019 übernahm Tito Karnavian das Amt als Innenminister (Menteri Dalam Negeri) im Kabinett Vorwärts von Präsident Joko Widodo, dem unter anderem Ma’ruf Amin als neuer Vizepräsident und Prabowo Subianto als neuer Verteidigungsminister angehören, während Retno Marsudi Außenministerin und Sri Mulyani Indrawati Finanzministerin bleiben.
Aus seiner Ehe mit Tri Suswati gingen die drei Kinder Muhammad Garda Ramadhito, Lawija Augusta und Mohammed Taufan hervor.

## Veröffentlichungen
- Indonesian top secret : membongkar konflik Poso, Jakarta 2008
- Explaining Islamist insurgencies. The case of al-Jamaah al-Islamiyyah and the radicalisation of the Poso conflict, 2000–2007, New Jersey 2014
- Democratic policing, Mitautor Hermawan Sulistyo, Jakarta 2017
- Prof. H. Muhammad Tito Karnavian, M.A., Ph.D. dalam pusaran terorisme catatan dari tepian Musi ke puncak tribrata, 2018